# الإخوان الجمهوريون (السودان)
الإخوان الجمهوريون هم حزب سياسي سوداني من تلاميذ محمود محمد طه الذي ولد في العام 1909 وتم إعدامه في عهد الرئيس السوداني الأسبق جعفر نميري في 18 يناير 1985.

## نشأة الحزب الجمهوري
تم إنشاء الحزب الجمهوري في يوم الجمعة 26 أكتوبر 1945م على يد محمود وعدد من الشباب السوداني الثائر ضد الحكم الثنائي (الإنجليزي المصري) على السودان. وكان من ضمن الذين شاركوا في إنشاء الحزب عبد القادر المرضي، محمد المهدى المجذوب، يوسف مصطفى التني، منصور عبد الحميد، محمد فضل الصدّيق، محمود المغربي، وإسماعيل محمد بخيت حبّة، وأمين الصديق.
وكان اقتراح تسمية الحزب ب (الجمهوري) قد تقدم به العضو التني وكان في ذلك إشارة لمطالبتهم بقيام جمهورية سودانية خلافا للمطالبات الأخرى التي كانت تنادي بدولة ملكية تحت التاج البريطاني، أو دولة ملكية تحت التاج المصري.

## إعلان الفكرة الجمهورية
في العام 1946 تم سجن محمود  وتم سجنه مرة أخرى على إثر المظاهرات التي أخرجها من رفاعة وسميت ب ثورة رفاعة.
في فترات سجنه واعتقاله كان محمود محمد طه ينتهج منهج الصوفية في الاختلاء والصوم المتواصل والتأمل حتى إذ ما أحس بأن هذا المنهج قد أنضج تجربته قام بالدخول في خلوة طوعية مارس فيها نفس المنهج الذي انتهجه بالسجن ومن ثم قام بإضافة أفكار جديدة على الحزب الجمهوري وبدأت تظهر معالم الفكرة الجمهورية.
في نوفمبر 1951 عقد الجمهوريون برئاسة محمود اجتماعا عاما، وقد قدم في ذلك الاجتماع بيانا يبرز سمات الفكرة الجمهورية وانتقالها من حزب سياسي تقليدي إلى دعوة تجديدية دينية تهدف إلى تغيير الإنسان عن طريق الدين القويم المتصالح مع النفس والآخر

## مقتطف من بيان رئيس الحزب في الفترة الثانية
ومما جاء في ذلك البيان (الحزب الجمهوري ليس حزبا يقوم على التهريج، كما هي العادة المألوفة لدى الاحزاب التي نراها، ونسمع عنها، وانما هو دعوة إلى فكرة، أولا وقبل كل شيء. والجمهوريون قوم ارتضوا هذه الفكرة، وارتبطوا بها، وعملوا على تحقيقها.. أن الحكومة نظام اجتماعي تعاقد الناس للدخول فيه، ليتخذوه وسيلة إلى غاية. هذه الغاية هي الحرية الفردية فالحكومة الصالحة هي الحكومة التي تحقق للفرد أكبر قسط من الحرية، هي الحكومة التي لا تأخذ من حرية الفرد إلا القدر الضروري لحفظ حق سائر المجموعة، وبذلك تصبح الفكرة الاجتماعية الصالحة، التي تقوم عليها الحكومة الصالحة، هي الفلسفة التي توفق توفيقا متكافلا بين حق الجماعة في العدل وحق الفرد في الحرية الفردية المطلقة.. ولا يمكن أن يتمتع الفرد بالحرية إلا إذا تحرر من الجهل، وللتحرر من الجهل لا بد من نظام (يكفل للفرد حاجته من الغذاء الصالح، والسكن الصالح، واللباس الصالح.. أي لا بد من المساواة الاقتصادية، ولاتكون المساواة الاقتصادية مؤدية عملها الا إذا كفلت الحرية الجماعية، أي الديمقراطية والديمقراطية الحقة هي الديمقراطية الشعبية..))
ولقد مضى الجمهوريون يؤكدون ضرورة الفكر، والمذهبية وما زالوا ينعون على الحركة الوطنية افتقارها للمذهبية.. فقالوا في بيان نوفمير 1951م:
((فللجهاد الصادق لا بد من الإسلام. ولأسلوب الحكم الصالح لا بد من الإسلام أيضا.. ولو أن السودانيين دعوا إلى الجهاد لأن تكون كلمة الله هي العليا، لصدقوا الجهاد أولا، ولنقوا نفوسهم، وأناروا بصائرهم، ثانيا، ولتحقق إذن بذلك غرضان، في وقت واحد، أولهما جلاء الدخيل، وثانيهما تحقيق الحكم الصالح الذي يكون فيه الشعب المستنير رقيبا، يقظا على قادته وحكامه))..
((ولو فرضنا جدلا أن هذا التكتل (الصناعي) الذي تدعو إليه حركتنا الوطنية حول جلاء الاستعمار فحسب، استطاع أن يخرج الاستعمار لخشينا أن يقودنا إلى حرب أهلية مستطيرة، ويجب أن نفهم جيدا أن القول بالجمعية التأسيسية التي تقرر مصيرنا قول مضلل.. ذلك بأننا نحن منقسمون بين طائفتين كبيرتين بينهما عداء تاريخي، وليس لأيهما برنامج إيجابي، وإنما برنامج كلتيهما الحرص على أن لا تنتصر الأخرى، ولايمكن أن يكون في مثل هذه الحالة، انتخاب حر، ولا ينتظر أن يرضى المهزوم في انتخاب مطعون فيه عن نتيجته، ولا يمكن تبعا لذلك، أن يكون هناك استقرار، وانما هي الحرب الأهلية، والفوضى، والفساد، والنكسة.. أنه لحق أن حركتنا الوطنية لا يمكن أن تحقق طائلا إلا إذا جمعت أشتات الفرق، والطوائف، والأحزاب أيضا حول الفكرة الخالدة التي جاء بها الإسلام والتي أشرت إليها آنفا، والتي اجتمع عليها أوائلنا فحققوا العزة، والحرية، والعدل.. ولن تجد سودانيا واحدا يتخلف عن دعوة تجمع بين عز الدنيا، وشرف الآخرة))

## الأخوان الجمهوريون بعد إعلان الفكرة الجمهورية
بعد ذلك اللقاء الجامع قرر عدد من الجمهوريين أن يتركوا الحزب لأنهم رؤوا أن الحزب قد تحول إلى جماعة دينية وآثر عدد آخر أن يواصل في الطريق الجديد للحزب الجمهوري وفق الفكرة الجديدة التي تدعوا إلى بعث الإسلام بفهم جديد فيه حلا لمشاكل العصر الحديث. 
بدأ نشاط الجمهوريين يتسع بين طلبة المعاهد والجامعات وكانت فترة الازدهار منذ نهاية الستينيات إلى مطلع الثمانينيات.. ولقد إنضم عدد كبير من الشباب السوداني إلى الفكرة الجمهورية في العام 1952 أخرج محمود أولى كتبه في الفترة الثانية وكان بعنوان قل هذه سبيلي:
وفي العام 1955 قدم كتابا آخر بعنوان: (أسس دستور السودان لقيام حكومة جمهورية فدرالية ديمقراطيةاشتراكية)
.
وفي العام 1960 تم فصل ثلاثة طلبة جمهوريين من المعهد العلمي، وتمت محاربة محمود وكتبه وتلامذته بكل صورة من قبل الجماعات الدينية الأخرى، وتم التشويش على محاضراته في الأماكن العامة ومنع محمود من إلقاء محاضراته خوفا من إثارة الفتنة ومنع من الكلام في المساجد لنفس السبب وعندها أخرج كتابه الثالث باسم (الإسلام)
لم يمتنع محمود وتلامذته من الدعوة لفكرتهم في الستينيات انشأ الجمهوريون أركان النقاش بالجامعات التي كانت تعاني من فقر في هذا المجال وعلى أيدي الجمهوريين تم تحويل الجامعات والمعاهد والأندية إلى ساحات فكرية للنقاش والتفاكر، وتمت مواجهة الجمهوريون للأخوان المسلمين بشدة حيث أنهم كانوا يمثلون في نظرهم محاولة لتزييف الإسلام وعجز عن تقديم فهم جديد يواكب العصر ويمثل روح الدين على حد زعم الجمهوريين.

### موقفهم من حل الحزب الشيوعي
قام الجمهوريون بنقد الفكر الماركسي ولكنهم تحالفوا مع كل القوى الديمقراطية ورفضوا كل أشكال القهر والاستبداد والحجر على الأفكار لهذا فإنهم قد عارضوا بكل قوة حل الحزب الشيوعي في العام 1968 ومما جاء في كتابات محمود محمد طه عن تلك الفترة ما يلي:
«وتعرضت الديمقراطية، في هذه التجربة النيابية الثانية، لأسوأ صور المسخ، علاوة على المسخ الذي تعرضت له الديمقراطية من جراء فساد القلة، ومن جراء قصور وعي الشعب.. فقد عدّل الدستور مرتين للتمكين للحكم الطائفي من الاستمرار: مرة ليتمكن أزهري ليكون رئيساً دائماً لمجلس السيادة، في إطار الاتفاق بين الحزبين على اقتسام السلطة.. ومرة أخرى لحل الحزب الشيوعي، وطرد نوابه من الجمعية التأسيسية.. فقد عدلت الجمعية التأسيسية المادة 5/2 من الدستور، والتي تعد بمثابة روح الدستور.. وهي المادة التي تنص على الحقوق الأساسية كحق التنظيم وحق التعبير.. ولما حكمت المحكمة العليا بعدم دستورية ذلك التعديل» مجلة الأحكام القضائية 1968م«أعلن رئيس الوزراء، آنذاك، الصادق المهدي» ان الحكومة غير ملزمة بان تأخذ بالحكم القضائي الخاص بالقضية الدستورية «الرأي العام 13/7/1966م».. فتعرض القضاء السوداني بذلك لصورة من التحقير لم يتعرض لها في تاريخه قط ! ولما رفعت الهيئة القضائية مذكرة إلى مجلس السيادة تطلب فيها تصحيح الوضع بما يعيد للهيئة مكانتها «الرأي العام 27/12/1966م» وصف مجلس السيادة حكم المحكمة العليا بالخطأ القانوني «الأيام 20/4/1967م» فاستقال رئيس القضاء السيد بابكر عوض الله، وقد جاء في استقالته: «إنني لم أشهد في كل حياتي القضائية اتجاهاً نحو التحقير من شأن القضاء، والنيل من استقلاله كما أرى اليوم.. إنني أعلم بكل أسف تلك الاتجاهات الخطيرة عند قادة الحكم اليوم، لا للحد من سلطات القضاء في الدستور فحسب، بل لوضعه تحت إشراف الهيئة التنفيذية»

## الجمهوريونونظام مايو
● في 25 مايو 1969م قامت حركة مايو المعروفة بالسودان، والتي أتت بالرئيس الأسبق جعفر نميري، في وقت كانت فيه أحزاب (الأمة، والاتحادي، والإخوان المسلمين) تتهيأ فيه لفرض دستور يسمى «الدستور الإسلامي». فأعلن الجمهوريون تأييدهم لحركة مايو. وكان هذا التأييد نابعا من رفضهم لفكرة (الدستور الإسلامي) وأسموه (الدستور الإسلامي المزيف) ولأن ذلك الدستور لم يجد فرصة لتمريره داخل الأجهزة الديمقراطية للدولة، ولقي معارضة كبيرة. وكان الجمهوريون يرون فيه تزييفا للدين. ورغم تأييد الجمهوريون لحركة مايو إلا أنهم لم يندرجوا في أجهزتها الرسمية في أي مرحلة من مراحلها.
● في عام 1975م أصدر مجلس الأمن القومي لنظام مايو قرارا بمنع محمود محمد طه من إلقاء المحاضرات العامة، وإن ظل تلاميذه الجمهوريون يقدمون المحاضرات وأركان النقاش في كل مكان دون توقف.
● في ديسمبر 1976 م وإثر إصدار الإخوان الجمهوريون لكتاب ((اسمهم الوهابية، وليس اسمهم أنصار السنّة)) والذي أثار غضب السلطات الدينية السعودية، قامت سلطة مايو باعتقال محمود محمد طه وعددٍ من قادة الأخوان الجمهوريين، وقامت بإيداعهم سجن كوبر، وكانت تلك هي المرة الأولى التي يسجن فيها في عهد حكم وطني بعد سجون الاستعمار.
● بدأت سلطة مايو تتجه شيئاً فشيئاً إلى أحضان القوى الدينية التقليدية.. وبعد دخولها في المصالحة الوطنية في العام 1977م اجتاحت القوى الطائفية وحركة الإخوان المسلمين عددًا من أجهزة الحكم المايوي، وقد أيّد الجمهوريون المصالحة باعتبارها حقناً لدماء السودانيين بعد اقتتال.
● في مايو 1983م أصدر الأخوان الجمهوريون كتاب ((الهوس الديني يثير الفتنة ليصل إلى السلطة)) والذي واجه النائب الأول لرئيس الجمهورية ورئيس جهاز الأمن عمر محمد الطيب بنقد قوى لقيامه بالسماح لجماعات سلفية، ودعاة من خارج القطر، باستغلال مسجد يتبع له، وباستغلال أجهزة الإعلام، في القيام بحملة رأى الجمهوريون أنها تفتح الباب أمام فتنة دينية. فقامت السلطة باعتقال محمود، وعددٍ من الجمهوريين من غير أن توجه لهم تهمة، وظلوا في المعتقل حتى صدرت قوانين سبتمبر 1983م، والتي نسبت إلى الشريعة الإسلامية، فعارضها محمود وتلاميذه من داخل المعتقل، ومن خارجه، ثم تصاعدت وتيرة الأحداث إلى إعلان حالة الطوارئ وإقامة المحاكم الايجازية العشوائية في أبريل 1984م لتطبيق قوانين سبتمبر المسماة بقوانين الشريعة الإسلامية وتم بموجبها قطع أيدي العديد من الناس.
●بصورة غريبة قامت السلطة بإطلاق سراح محمود وتلاميذه في ديسمبر من عام 1984 م، إلا أنه لم يتردد في 25 ديسمبر 1984م وبعد إسبوع فقط من مغادرته للمعتقل، في إصدار منشوره الشهير (هذا أو الطوفان) والذي طالب فيه (بإلغاء قوانين سبتمبر 1983 م تنقيةً للدين من التشويه الذي ألحقته به، ودرءاَ للفتنة الدينية، وطالب السلطة ومعارضيها في الجنوب إلى التفاوض لحل مشكلة الجنوب، وإلى إيقاف الاقتتال، صونا لوحدة الوطن، وحقنا لدماء أبنائه -كما جاء في البيان)..
● في صباح الخامس من يناير 1985م اعتقلت سلطات النظام المايوي محمود محمد طه بعد أن كانت قد اعتقلت عددا من الجمهوريين قبله.
● في يوم الإثنين 7 يناير 1985م قُدّم محمود وأربعة من تلاميذه للمحاكمة أمام محكمة الطوارئ، برئأسة حسن إبراهيم المهلاوي، فأعلن محمود محمد طه رفضه التعاون مع المحكمة لأنها شُكلت وفقا لقوانين غير دستورية.
● في يوم الثلاثاء 8 يناير 1985 م أصدرت المحكمة حكمها بالإعدام عليه وتلاميذه الأربعة وسط ذهول واستغراب داخلي وخارجي.
● في يوم 15 يناير 1985 م أصدرت محكمة الاستئناف برئاسةالمكاشفي طه الكباشي حكمها المتوقع بتأييد حكم المحكمة، بعد أن قامت بتحويل الحكم من معارضة للسلطة وإثارة للكراهية ضدها، إلى الإدانة بالردة.
● في يوم الخميس 17 يناير 1985م صادق جعفر نميري على حكم الإعدام، فاتجهت الأنظار إلى سجن كوبر بالخرطوم بحري في انتظار تنفيذ الحكم.
● عند الساعة العاشرة من صباح يوم الجمعة الثامن عشر من يناير 1985م، الموافق للسادس والعشرين من ربيع الآخرة من عام 1405هـ، صعد الأستاذ محمود محمد طه درجات السلم إلى المشنقة تحت سمع وبصر الآلاف من الناس.
● وفي 18 نوفمبر 1986 م أصدرت المحكمة العليا السودانية حكمها بإبطال أحكام المحكمة (محكمة الموضوع) ومحكمة الاستئناف بحق محمود محمد طه. وقد أعلنت منظمة حقوق الإنسان فيما بعد يوم 18 يناير يوما لحقوق الإنسان العربي.
- بعد تنفيذ حكم الإعدام توقفت الحركة العامة للأخوان الجمهوريين وحل التنظيم السياسي ولكنهم لا زالوا يمارسون منهاج الفكرة في كجماعات صغيرة أو نشاطات لأفراد.
- من أبرز قيادات الفكرة الجمهورية عالميا البروفيسر عبدالله أحمد النعيم أستاذ كرسي القانون بجامعة أموري بالولايات المتحدة الأمريكية، والدكتور عمر القراي والدكتور النور محمد حمد والأستاذة أسماء محمود محمد طه.